# Шемшученко, Владимир Иванович
Владимир Иванович Шемшученко (род. 11 февраля 1956, Караганда) — российский поэт, прозаик, публицист. Член Союза писателей России. Лауреат Всероссийской литературной премий имени Михаила Юрьевича Лермонтова (2012), лауреат международных премий «Поэзия», С. Полоцкого, им. Тарковских, им. М. Матусовского; всероссийских премий им. Н. Гумилёва, Хрустальной розы В. Розова, А. Прокофьева, «Югра», А. Дельвига. 

## Биография
Родился 11 февраля 1956 году в городе Караганде Казахской ССР. Его отец — ветеран Великой Отечественной войны, а мать работала учителем истории в школе. Писатель уверен, что является потомком старинного казачьего рода гетманской малороссии.
В 1974 году стал студентом Киевского политехнического института, который окончил в 1979 году и сразу же переехал в Норильск. В Норильске успешно прошёл обучение в индустриальном институте. Позже прошёл обучение и закончил Литературный институт имени А. М. Горького. Свою трудовую деятельность осуществлял в Заполярье, на Украине, в Казахстане. Прошёл трудовой путь от ученика слесаря до руководителя промышленного предприятия.
В 1987 году в журнале «Простор» были опубликованы первые его литературные труды. В дальнейшем было издано 15 его авторских книг. участник шести антологий поэзии. Действительный член Петровской академии наук и искусств. В газете «Небесный всадник» работает главным редактором. Также трудился главным редактором журнала «Всерусскiй Соборъ», являлся собственным корреспондентом «Литературной газеты», редактором отдела «Политика и экономика» газеты «Всеволожские вести».
Является членом Союза писателей России, а также членом Союза писателей Казахстана. В 2010 году, в доме музее Игоря Северянина, на всероссийском открытом конкурсе поэзии был провозглашен Королем Поэтов. 
В 2022 году подписал письмо в поддержку российского военного вторжения на Украину.
Проживает в городе Всеволожск Ленинградской области.

## Награды и премии
- Медаль Пушкина (27 июня 2017 года) — за заслуги в развитии отечественной культуры и искусства, средств массовой информации, многолетнюю плодотворную деятельность[7].
- Кавалер ордена Святого благоверного князя Александра Невского «За заслуги и большой личный вклад в развитие и укрепление государства Российского».
- Лауреат Международной премии «Поэзия»,
- Лауреат международной премии Симеона Полоцкого,
- Лауреат международной премии имени Михаила Матусовского,
- лауреат международной премии имени Арсения и Андрея Тарковских,
- победитель Первого, Второго, Третьего и Четвёртого международного конкурса поэзии в городе Москве.
- Лауреат Всероссийской премии имени Н. Гумилёва,
- лауреат Всероссийской премии А. Прокофьева,
- лауреат Всероссийской премии Хрустальной розы Виктора Розова,
- лауреат Всероссийской премии «Югра»,
- лауреат Всероссийской премии имени А. Дельвига,
- 2012 - лауреат Всероссийской литературной премией имени Михаила Юрьевича Лермонтова (за книгу стихов «За три минуты до рассвета»),
- лауреат Первого Всероссийского Православного конкурса поэзии имени А. Невского,
- 2007 - лауреат премии журнала «Наш современник»,
- 2008 - лауреат премии журнала «Москва»,
- 2010 - лауреат премии журнала «Сура»,
- обладатель «Золотого пера Московии»,
- победитель международного фестиваля поэзии «Славянские традиции» 2010 года,
- дипломант премии имени А. И. Бунина,
- лауреат литературной премии «Высокий стиль - 2013»,
- лауреат литературной премии «Славянские традиции -2015».
- золотой медалью Сергия Радонежского I степени.